# 1903 en Ontario
Chronologie de l'Ontario
- 1899
- 1900
- 1901
- 1902
- 1903
- 1904
- 1905
- 1906
- 1907

Cette page concerne des événements d'actualité qui se sont produits durant l'année 1903 dans la province canadienne de l'Ontario.

## Politique
- Premier ministre : George William Ross (Parti libéral)
- Chef de l'Opposition: James Whitney (Parti conservateur).
- Lieutenant-gouverneur: Oliver Mowat puis William Mortimer Clark (en)
- Législature: 10e (en)

## Événements

### Mars
- 22 mars : en raison de la sécheresse, le côté américain de Niagara Falls fonctionne à court d'eau.

### Avril
- 19 avril : Oliver Mowat devient le troisième lieutenant-gouverneur de l'Ontario à mourir en fonction à l'âge de 82 ans.
- 21 avril : Un Écossais William Mortimer Clark (en) devient le nouveau lieutenant-gouverneur.

## Naissances
- 22 février : Morley Callaghan, écrivain († 25 août 1990).
- 23 juin : Paul Joseph James Martin, député fédéral d'Essex-Est (1935-1968) et sénateur († 14 septembre 1992).
- 25 février : King Clancy, joueur de hockey sur glace († 10 novembre 1986).
- 30 juin : Donald Ferguson Brown (en), député fédéral d'Essex-Ouest (1945-1958) († 8 octobre 1959).
- 16 juillet : Carmen Lombardo (en), chanteur et compositeur († 17 avril 1971).
- 30 juillet : Harold Ballard, propriétaire majoritaire des Maple Leafs de Toronto ainsi que de leur aréna le Maple Leaf Gardens et des Tiger-Cats de Hamilton († 11 avril 1990).
- 30 juillet : Alan Macnaughton, député fédéral de Mont-Royal (1949-1965) et sénateur († 16 juillet 1999).

## Décès
- 19 avril : Oliver Mowat, 3e premier ministre de l'Ontario et 8e lieutenant-gouverneur de l'Ontario (° 22 juillet 1820)
- 30 avril : Emily Stowe, première femme à pratiquer le médecin au Canada et militante pour les droits des femmes et le droit de vote (° 1er mai 1831)
- 8 mai : David Mills (en), député fédéral de Bothwell (1867-1882, 1884-1896) et sénateur (° 18 mars 1831)
- 12 novembre : William Doran (en), maire de Hamilton (° 13 novembre 1834)
- 14 novembre : John Andrew Davidson (en), député provincial manitobain de Dauphin (1881-1886) et de Beautiful Plains (1892-1903) (° 19 août 1852)
- 16 décembre : Robert Hervey (en), 3e maire de Bytown (° 10 août 1820).